# Sisir Gupta
Sisir Gupta fue un estudioso y diplomático indio.
- Gupta comenzó en la oficina del All India Congress Committee en Nueva Delhi y se asoció con la Economic Review publicado por la AICC.
- De 1959 a 1961 fue investigador asociado del Indian Council of World Affairs.[1]
- De 1961 a 1962 fue Research Fellow de la Universidad de Pensilvania.
- De 1963 a 1965 fue director  de Investigación del Indian Council of World Affairs.
- De 1965 a 1966 fue Research Fellow de la Escuela de Economía y Ciencia Política de Londres.
- De 1967 a 1968 fue editor de prensa adjunto de The Times of India.
- De 1969 a 1970 fue Research Fellow de la Universidad Nacional Australiana.
- De 1970 a 1972 fue profesor en la en:Jawaharlal Nehru University, Delhi.
- En 1972 fue embajador en Nom Pen.
- De 1973 a 1974 fue embajador en Hanói, periodo durante el que las Fuerza Aérea de los Estados Unidos llevaron a cabo bombardeos masivos sobre Hanói y Hải Phòng.
- De septiembre de 1975 al 30 de agosto de 1977 fue embajador en Lisboa.
- De 1977 a 1978 fue profesor de Diplomacia en la Jawaharlal Nehru University, Delhi.
- Murió de trombosis cerebral.[2]